# Polski Owczarek Nizinny
Polski Owczarek Nizinny (ofte forkortet til PON)er en hyrdehund og stammer fra Polen. Racen er velegnet både som fårehund og familiehund.
En mellemstor (45-52 cm over skulderen), langhåret, meget aktiv, modig og klog hund. PON er meget glad for at lære, lærer hurtigt, meget loyal overfor ejer; men kan også være meget selvstændig og stædig. PON husker godt, både det gode og det dårlige.
En glad PON er en hund der aktiveres hver dag, både fysisk og hjernemæssigt. Hvis PON ikke får opgaver at løse, finder den selv nogle, som måske er knap så hensigtmæssige.
PON er fra naturens side mistroisk overfor mennesker, men med en grundig socialisering i hvalpetiden, kan den sagtens lære at omgåes fremmede mennesker.
Børn skal den helst vokse sammen med for at kunne forstå dem, I så fald bliver PONen til gengæld børnenes bedste kammerat og beskytter. 
En PON er ikke en stille hund. Den er opdrættet til at slå alarm når der sker noget usædvanligt – og det gør den hele døgnet.
En del PONer notoriske kleptomaner. De stjæler alt hvad de kan komme til når de lige mangler opmærksomhed eller bare synes det er tid til at lege.
PON'en er også sårbar, følsom og stresser nemt. Den tåler ikke at stå i hundegård eller være væk fra sin familie længere tid ad gangen.Den dur slet ikke til hård opdragelse og den går i stykker mentalt af og tilgiver aldrig hårdhændet behandling.
Den lange pels kræver børstning mindst en gang om ugen, i perioder lidt mere end det.
Med den rette behandling og omsorg er PON til gengæld, sjov, næsten klovneagtig i sine skøre påfund,sød, ufatteligt kærlig, legesyg, tålmodig og den bedste ledsager man kan få.
- Wikimedia Commons har flere filer relateret til Polski Owczarek Nizinny

| Hund | Spire Denne hunderelaterede artikel er en spire som bør udbygges. Du er velkommen til at hjælpe Wikipedia ved at udvide den. |